# Parquet (construction)

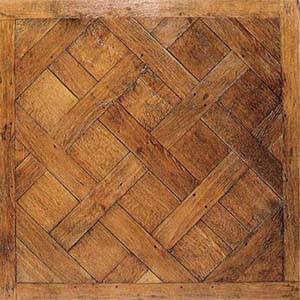
Feuille de parquet, Château de Versailles. Bâti, montants et traverses et petits panneaux: Carreaux, écoinçon aux quatre angles, colifichets au milieu des quatre côtés

Pour les articles homonymes, voir parquet.
Un parquet  est un revêtement de sol composé d'un assemblage de lames de bois. C'est un système de plancher en bois composé d'une couche supérieure en bois massif d'au moins 2,5 mm d'épaisseur et comportant, ou non, une ou plusieurs couches supplémentaires.  
Le parqueteur est l'ouvrier chargé de poser le parquet sur un sol, c'est-à-dire parqueter un sol.

## Parquets anciens

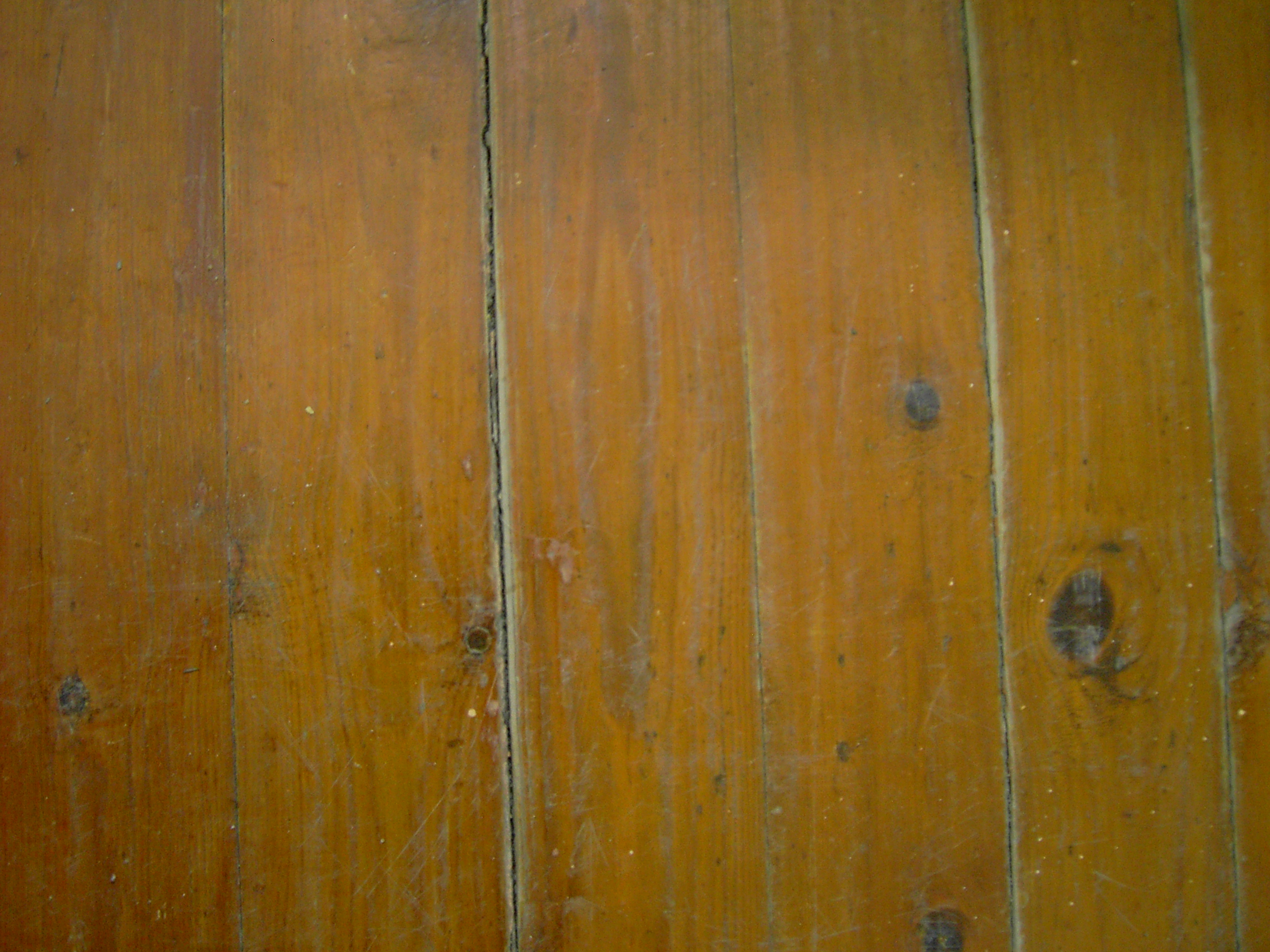
Parquet (Plancher) ancien.

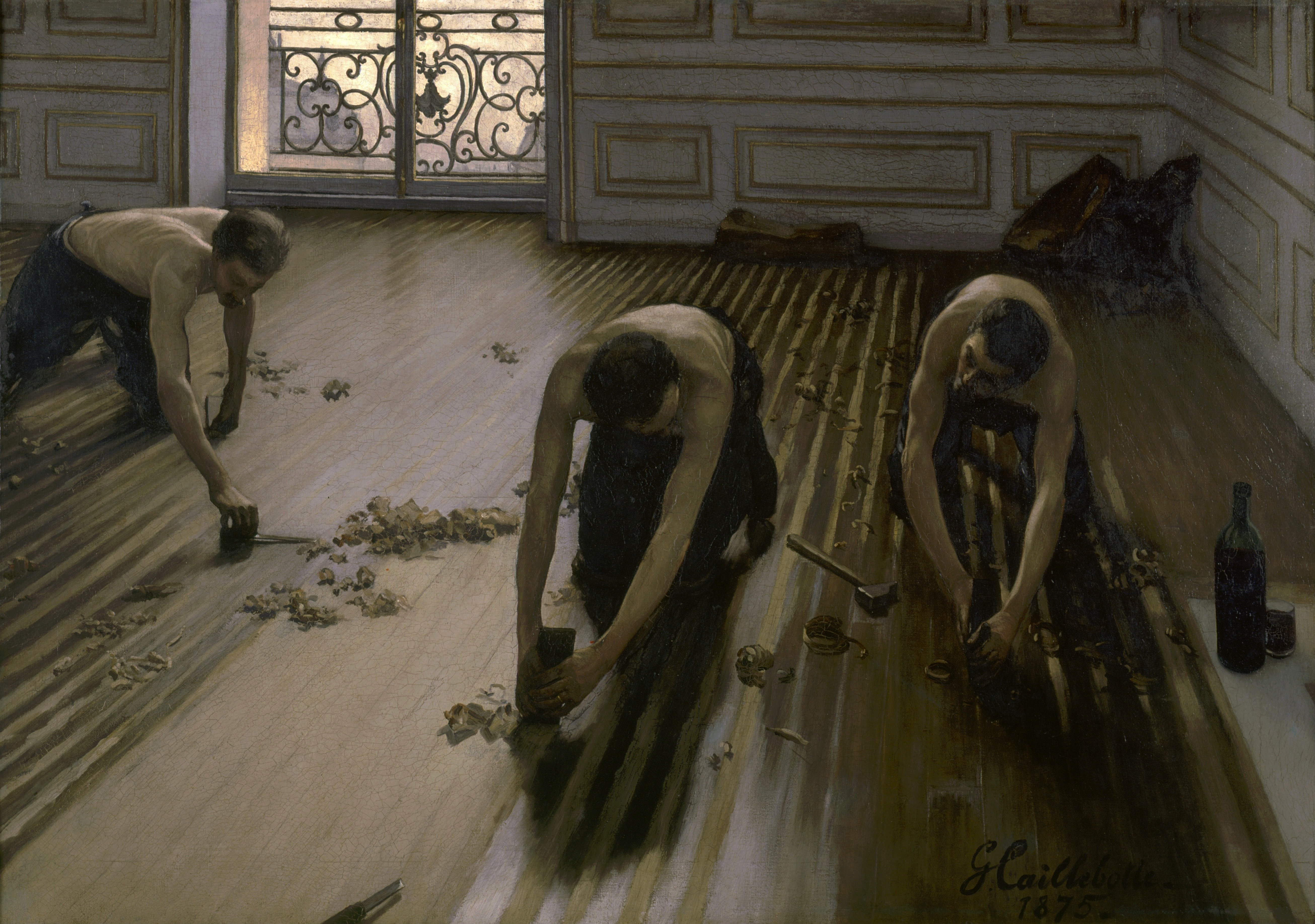
Les Raboteurs de parquet. Gustave Caillebotte. 1875.

Alors que la terre battue, sauf exception, constitue le sol des maisons rurales, elle recule devant le carrelage dans les villes européennes au XVIe siècle mais le plus souvent les propriétaires continuent à joncher le sol de leurs chambres de paille en hiver et d'herbe fraîchement coupée en été. Le plancher puis le parquet ne fait qu'une timide apparition dans les maisons des plus riches et ne se répandra qu'au XVIIIe siècle.
Le mot parquet proviendrait des petits parcs qui servaient de lieux de justice.
Début XIXe siècle, on établit une distinction entre plancher et parquet. La différence tient essentiellement à la taille des matériaux employés leur finesse et la qualité de leur finition. Le parquet emploie des panneaux, de petites planches ou des éléments de marqueterie, le plancher des planches. Le parquet vient éventuellement se placer par-dessus un plancher sur lequel on a jeté des lambourdes et l'interstice est hourdé de plâtre. Parquet peut désigner :
- Parquet en feuilles - Assemblage de bâtis et de panneaux arasés les uns avec les autres, qui sert à couvrir les aires (les chapes) ou planchers des appartements[N 1].

- Parquet sans fin - Assemblage de même que le précédent de bâtis et de panneaux par petites feuilles qui s'assemblent les unes dans les autres sur place comme le parquet en feuille. On donne aussi ce nom à un plancher dont les battants et panneaux sont posés parallèlement aux ouvertures de portes ou de croisées, et dont les bâtis et les panneaux s'assemblent séparément sur les doubles panneaux qu'on rapporte quelquefois au bas des portes cochères, portent aussi le nom de parquet[N 2].
- Parquet de glace - Menuiserie qui porte les glaces des cheminées et des trumeaux; ces sortes de parquets sont composés aussi de bâtis et panneaux qui sont en renfoncement sur les champs - On donne le même nom à tous les ouvrages qui sont de même construction, ayant ou non des moulures en parements; tels sont des derrières ou fonds d'armoire, de bibliothèque; des derrières et dessus de buffet, de comptoir, etc.[N 2]. Un Fond de parquet est la place disposée à recevoir la glace, qui est formée par des bâtis et des panneaux[N 3].

Le plancher est lui une espèce de menuiserie composée de planches ou d'alaises jointes, et qui, comme les parquets, sert à revêtir les aires (les chapes) des appartements ou à couvrir le sol des pièces du rez-de-chaussée - On en distingue de plusieurs sortes par rapport à leur façon:
- Plancher ordinaire - Plancher qui est fait de planches entières, brutes ou jointes à rainures et languettes[N 4].
- Plancher de frise - Plancher dont les planches sont refendues en deux ou trois sur leur largeur, et qui sont jointes à rainures et languettes[N 4].
- Plancher de frise et à l'anglaise - Plancher, le même que le précédent, mais dont les bouts des frises sont chevauchés de deux l'une[N 4].
- Plancher à point de Hongrie, ou à fougère, ou à la capucine - Encore un plancher par frises, mais les frises sont plus courtes et coupées d'onglet à chaque bout, puis posées diagonalement et par travée[N 4].

La pose désigne l'action de mettre l'ouvrage en place, et notamment du parquet. On dit « Parqueter » pour couvrir un plancher de feuilles de parquet; Le Parqueteur est l'ouvrier qui fait et pose le parquet. On dit « Affleurer du parquet » pour le corroyer en place avec les rabots sur la rive des feuilles et des frises; On dit « Traverser » l'action de corroyer le bois en travers de sa largeur, soit avec la varlope ou le rabot ordinaire ou à dents - Par ce mot on exprime aussi l'action de replanir le parquet en feuille ou le plancher en frise ou à point de Hongrie sur place après sa pose; ce qui se fait au rabot à deux fers; On dit « Relever » pour déplacer un parquet pour le rétablir ou remettre des lambourdes; On dit « Replanir » pour finir l'ouvrage au rabot ordinaire, au rabot à dents et au racloir, après avoir été corroyé, soit au chantier soit sur place; ainsi que cela se pratique pour les parquets et les planchers. On dit « Poser en échiquet », c'est-à-dire poser les feuilles de parquet diagonalement avec les baies de portes ou de croisée, ou les murs de la pièce.

## Motifs des parquets
Les planches sont débitées sur dosse, sur quartier ou demi-quartier. Le motif de la face s'en trouve changé.
Selon la coupe, l'orientation ou la largeur des lames, une grande variété de motifs peuvent être réalisés, :

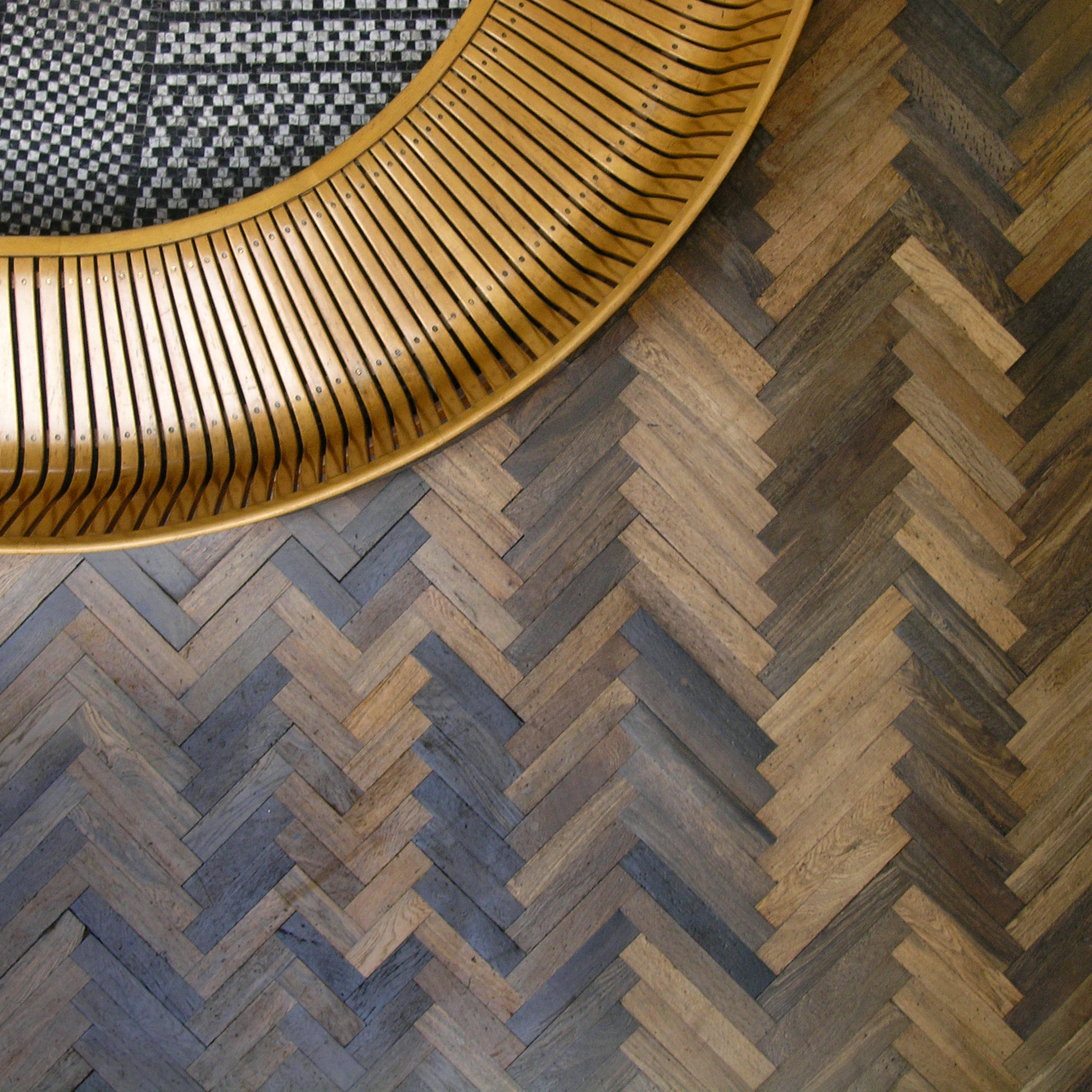
Motif à chevron ou à bâtons rompus. Arne Jacobsen. Mairie d'Aarhus, Danemark. 1937-1942
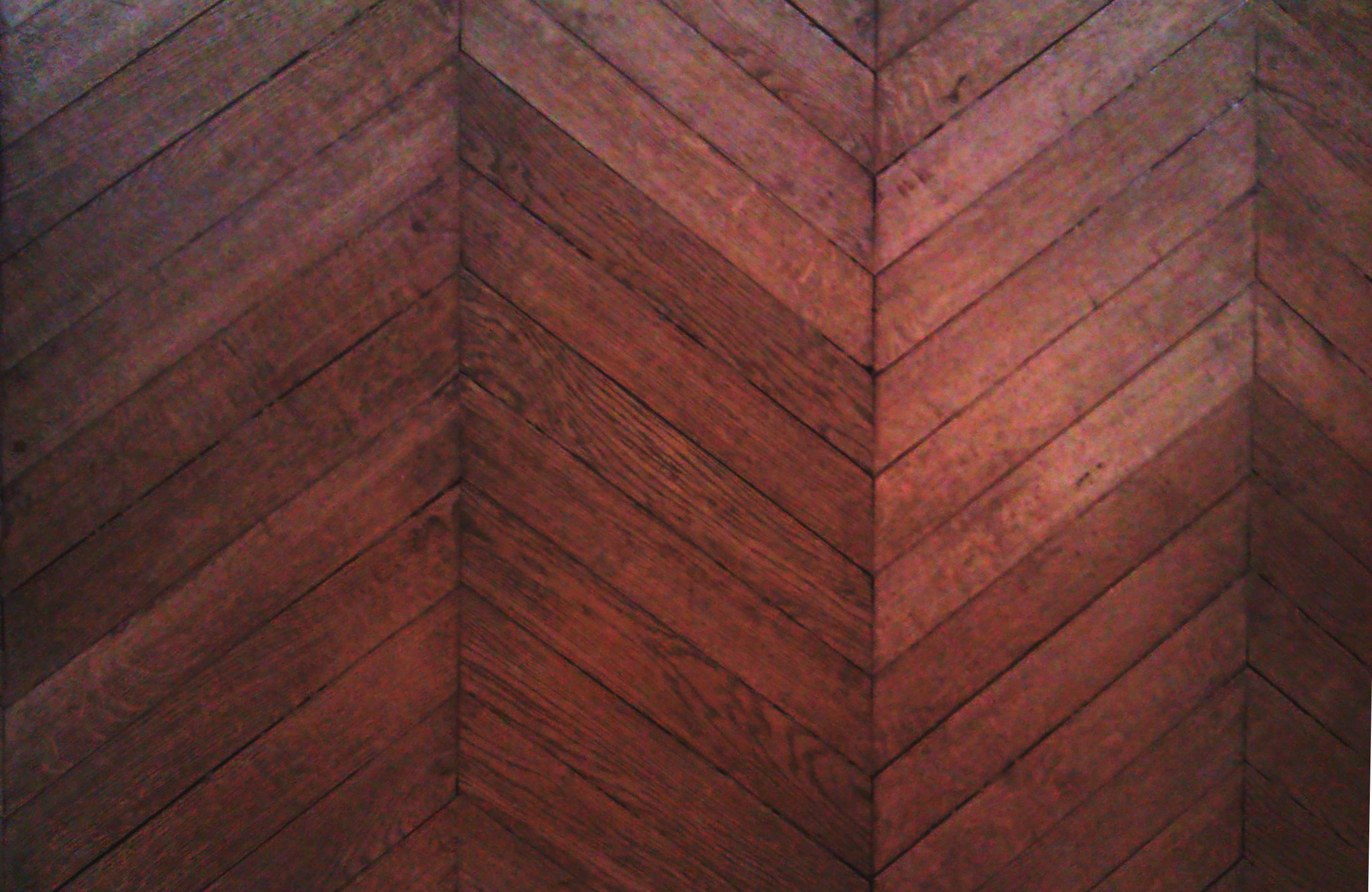
Parquet point de Hongrie
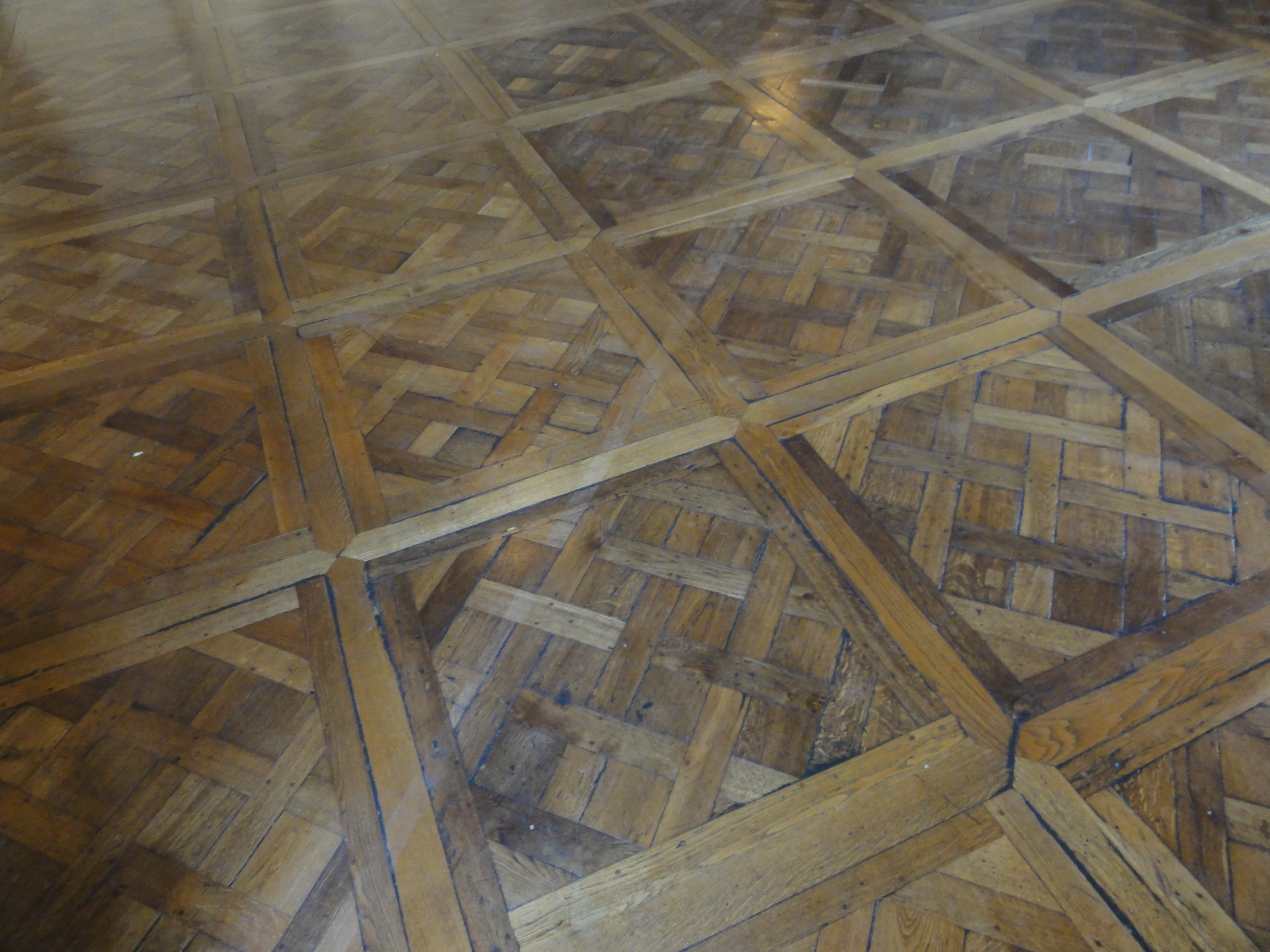
parquet Versailles
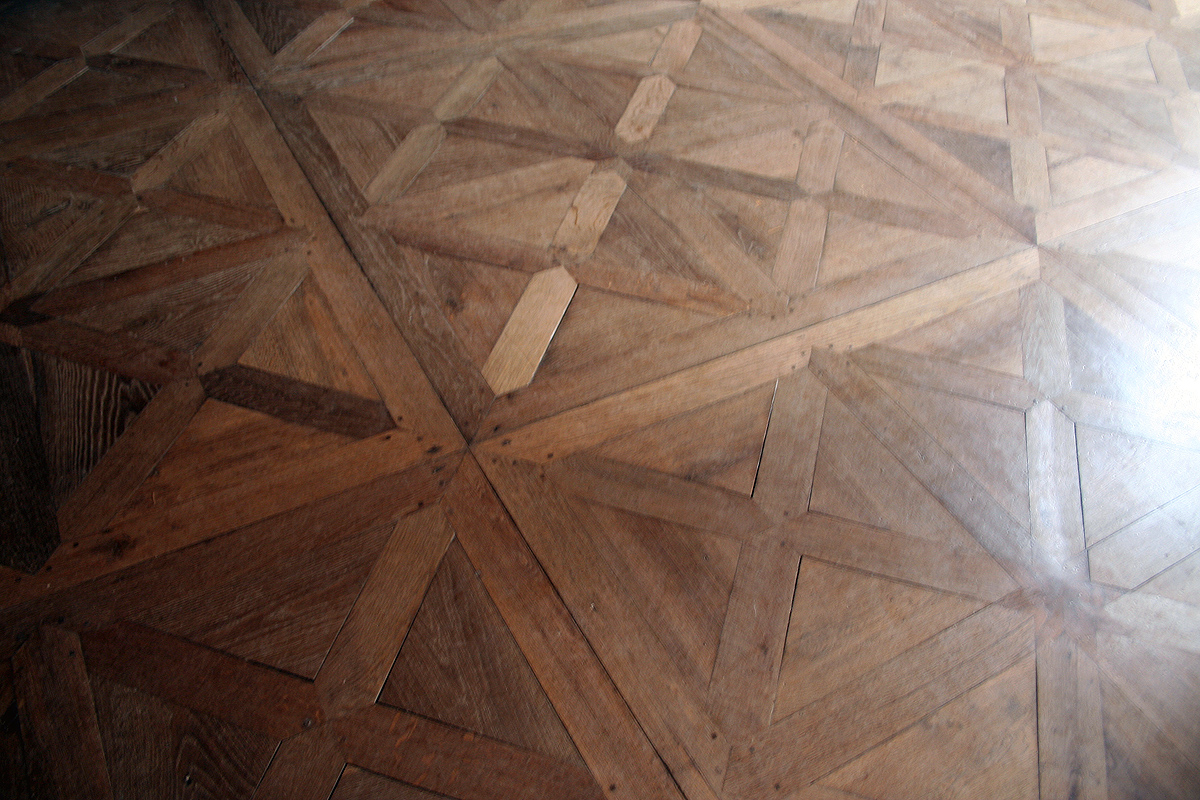
Parquet de l'Abbaye de Saint-Sever-de-Rustan.
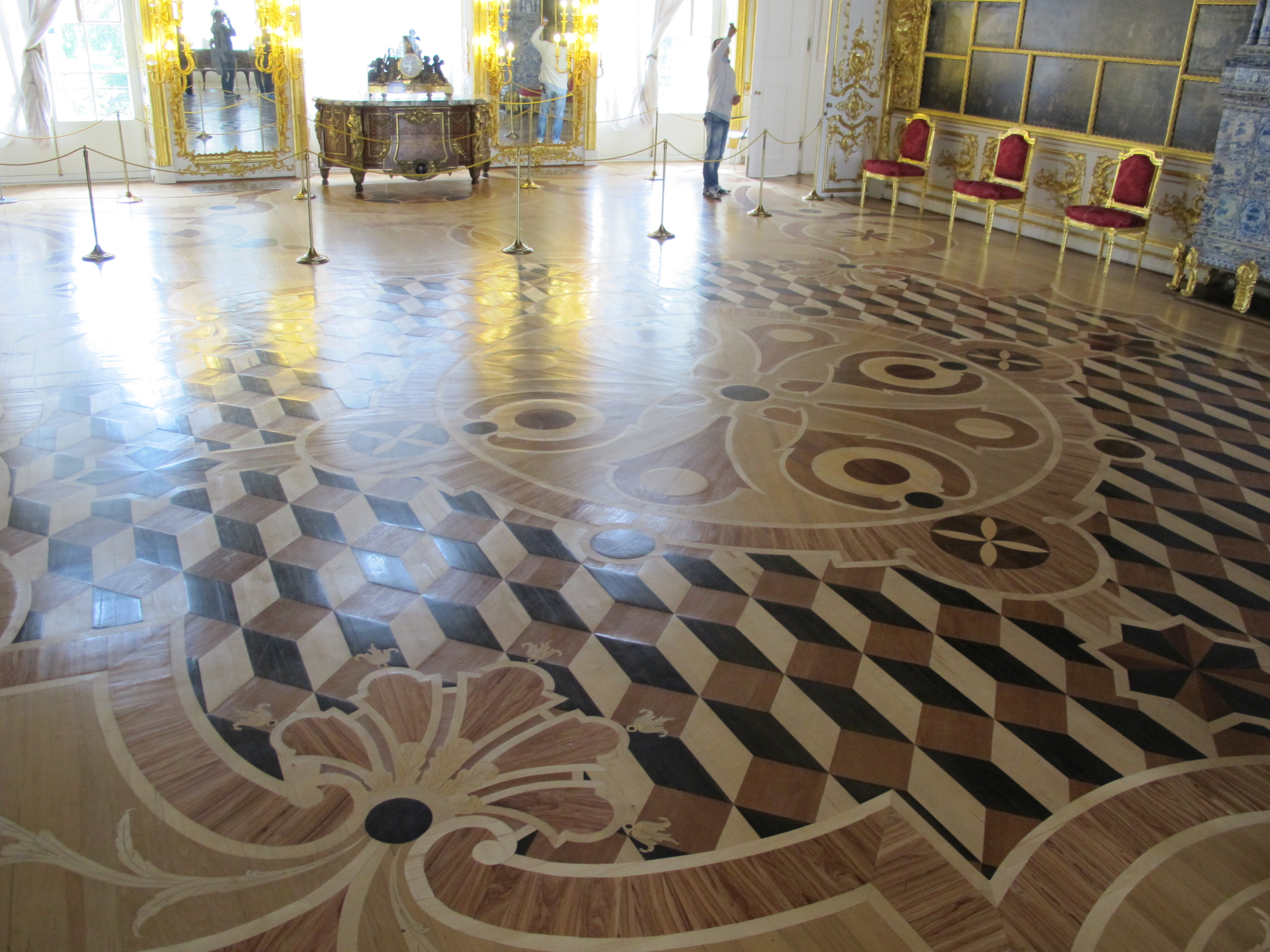
Salle des Tableaux. Palais Catherine. Parquet richement ouvragé

- À l'anglaise à coupe perdue[1] : le motif le plus commun, car le plus aisé à poser et causant le moins de pertes de bois. Les lames de mêmes largeurs sont posées sans coupes excepté aux extrémités où les coupes sont réutilisées pour la rangée suivante
- À l'anglaise ou à coupe de pierre[1] : les lames de mêmes largeurs et de longueurs uniformes, excepté aux extrémités sont posées en décalant les coupes à mi-longueur de lame
- À la française : similaire au parquet à l'anglaise où une alternance est effectuée avec différentes largeurs de lames par exemple 70/90 et 120 mm.
- En échelle : pose de lames courtes et parallèles, séparées par des lames longues posées à angle droit
- À bâtons rompus[1] (motif à chevron) : les lames de longueurs et largeurs uniformes sont posées à angle droit les unes par rapport aux autres formant un V en alternant le débord de chacune des lames.
- Herringbone : Nom anglais du Parquet à bâtons rompus ou les changements d'orientations des parquets des différentes pièces se font par l'intermédiaire d'une rosace
- En point de Hongrie[1] (en chevrons à la française) : similaire à la pose à bâtons rompus ou l'angle n'est pas fixé à 90° et la jointure du V se fait par une coupe à l'angle choisi. La majorité des parquets sont réalisés avec un angle à 45°.
- Fougères (en vannerie) : ce motif de parquet peut être vu comme un mélange entre le point de Hongrie et le motif en échelle.
- En damier : est composé de panneaux carrés fait de courtes lames parallèles.
- Carmen : ce parquet est similaire au parquet en damier, mais les panneaux comportent un encadrement.
- Mosaïque : composé de petits morceaux de bois assemblés de façon à former des motifs (mosaïque).
- Versailles : parquet d'assemblage par feuilles carrées, de dimensions variant entre 3 pieds et 4 pieds (97 à 130 cm) suivant la taille de la pièce, selon André-Jacob Roubo dans « L'art du menuisier » en 1770[6]. Le dessin de ce parquet est composé de petits carré embrevé dans des lames de bois entrelacées posés à 45° dans un encadrement, le tout tenu par des chevilles et des mortaises.

À l'origine, le format du parquet Versailles est de 1,0 × 1,0 m mais il existe d'autres formats, par exemple 600 × 600 mm.
- Chantilly : motif similaire au parquet de Versailles où le motif interne des panneaux alterne entre un alignement à 45° et un alignement à 90° par rapport à l'encadrement
- Aremberg : parquet d'assemblage par feuilles carrées, comprenant un motif interne
- Médiéval : parquet de coupe rustique, posé clous apparents
- À la rennaise : parquet est une pose en échelle mais avec des barreaux de largeurs différentes et des montants de petites largeurs 70/80 ou 90 mm.
- Grand Siècle : parquet damier avec un encadrement d'une frise égale à deux damier. Le modèle le plus courant est : damier 300 × 300 et une clavette de 660 mm.

## Parquet moderne

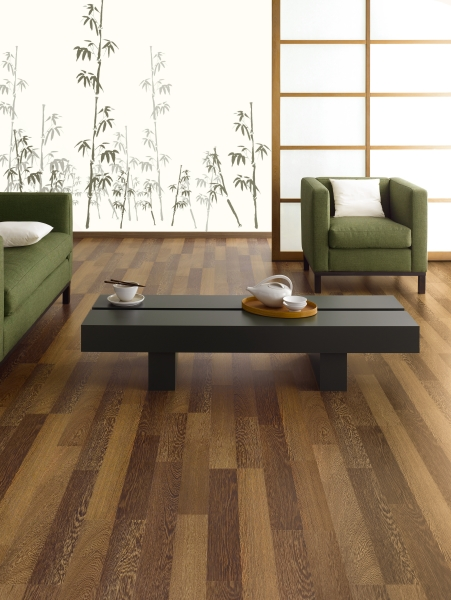
Parquet dans un intérieur moderne.
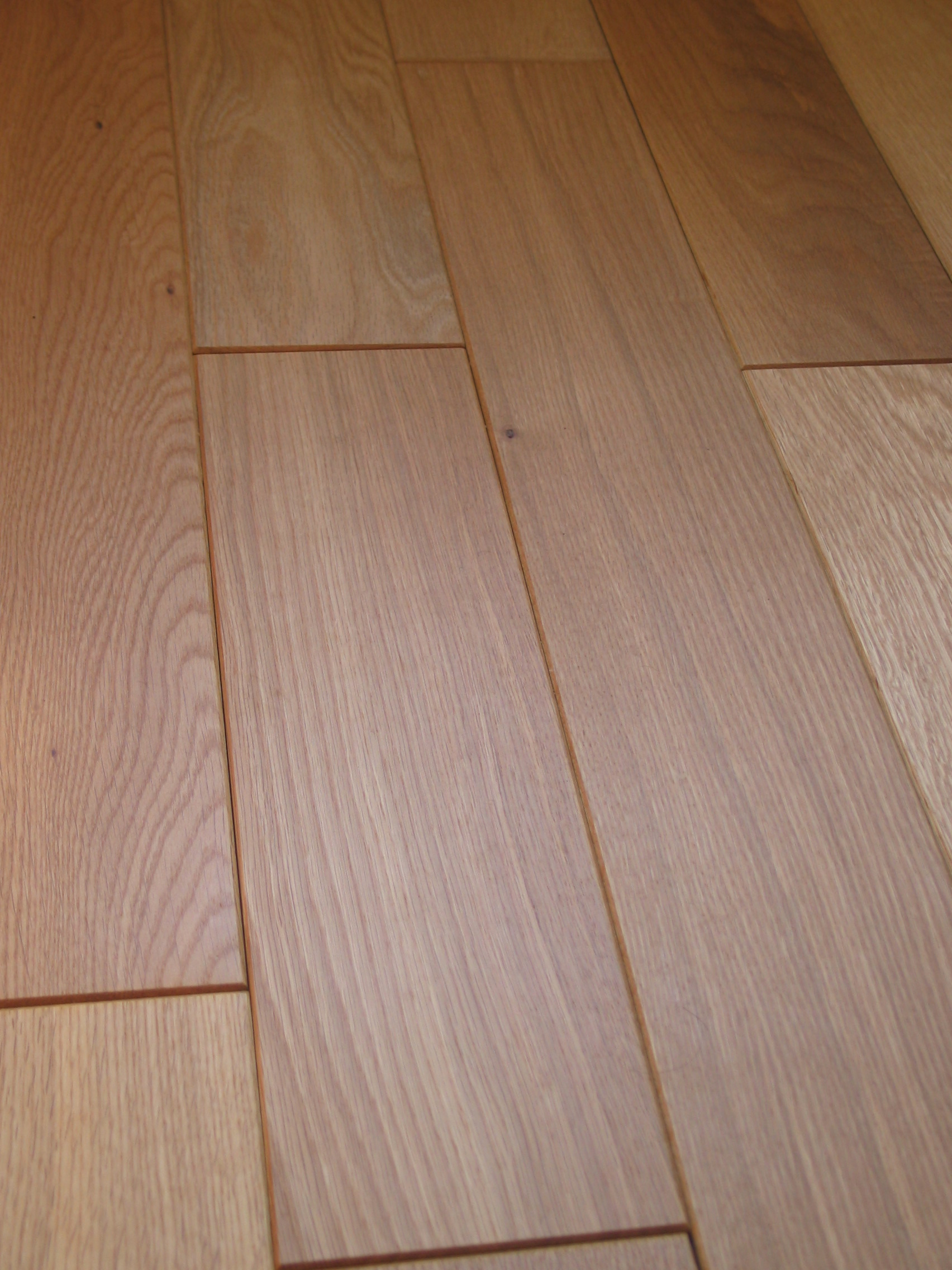
Parquet moderne.

Le parquet massif est usiné dans une seule couche en bois massif. Selon son épaisseur, il pourra être posé cloué soit sur lambourdes, soit sur solives (la pose traditionnelle) à partir de 20 mm, ou collé, soit "en plein" soit "en cordeaux". La pose collée est impérative en cas de chauffage par le sol. Il est proposé en largeurs traditionnelles de 70 ou 90 mm et en grandes largeurs : 140, 180 mm et plus. Le parquet massif est un matériau noble mais susceptible de déformations s'il n'est pas usiné et posé selon les règles de l'Art (DTU 51.1 et 51.2).
Le parquet massif est proposé soit brut de rabotage, soit pré-poncé, soit fini en usine - vernis ou huilé, de même il existe des finitions spéciales vieillis, brut de sciage et cérusé.
Le parquet contrecollé est un parquet constitué en plusieurs couches de bois apportant chacune ses qualités. Le parement est en bois massif qui lui donne son aspect. Qu'il soit en « monolame » ou autrement « multifrise » (la frise est une planche usinée en lame de parquet), il est habituellement vendu avec une finition vernis ou huilé. Son procédé de fabrication industriel permet de le décliner en de nombreuses essences, teintes, variations d'aspects… En général, il est usiné pour une pose flottante rapide et économique. L'épaisseur de la « couche d'usure » doit faire au moins 2,5 mm. Une épaisseur de 3,2 mm est un standard dans la profession (rénovable 3 fois maximum).
Les nouvelles générations de parquets contrecollés sont les parquets 2 plis sur support Contreplaque bouleau avec un parement de 4,5 mm qui offrent une très grande stabilité et la possibilité de poser des parquets en lames larges de 18 cm et 22 cm voire parfois 29 cm.
Le parquet flottant ou parquet contrecollé  est un parquet dont la structure comprend plusieurs plis collés entre eux. À l'origine, le parquet dit flottant était assemblé en rainure et languette puis par assemblage clic.
Contrairement au parquet massif et au contrecollé, le parement du revêtement stratifié (que l'on ne peut pas appeler parquet) n'est pas en bois. Il est constitué d'une image de bois imprimée sur une sous couche composite et protégée par une résine. Ses avantages : dureté et résistance du parement sont normalisées (UPEC (classement)), usinage permettant en général une pose flottante rapide, aspect flatteur immédiatement après la pose, grand choix de coloris et de décors. Ses inconvénients : aspect dégradé à l'usage (jonction des lames, seuils, passages fréquents…) imposant un renouvellement complet : il n'est pas possible de le rénover par ponçage comme un vrai parquet en bois; le stratifié est un sol très sonore en pose flottante et froid à son contact; enfin, l'aspect ne trompe pas un amateur de belles matières.
Le parquet de salles de bains doit avoir 2 caractéristiques : Bois naturellement imputrescible (teck, wengé, iroko, afrormosia, mutenye, doussié et acacia), et une finition huilée protégeant le bois de l'humidité. Un joint entre les lames doit être effectué et il est obligatoire. De même, il existe des parquets huilés incluant ce joint pour pose en salle de bains.
La maintenance de ces parquets est facile grâce à des huiles d entretien appropriées.
Quel que soit le type de parquet, il conviendra de laisser un jeu périphérique pour faire face à  la dilatation du bois qui résulte des variations de la température et de l'humidité de la pièce.

## Pose et dépose

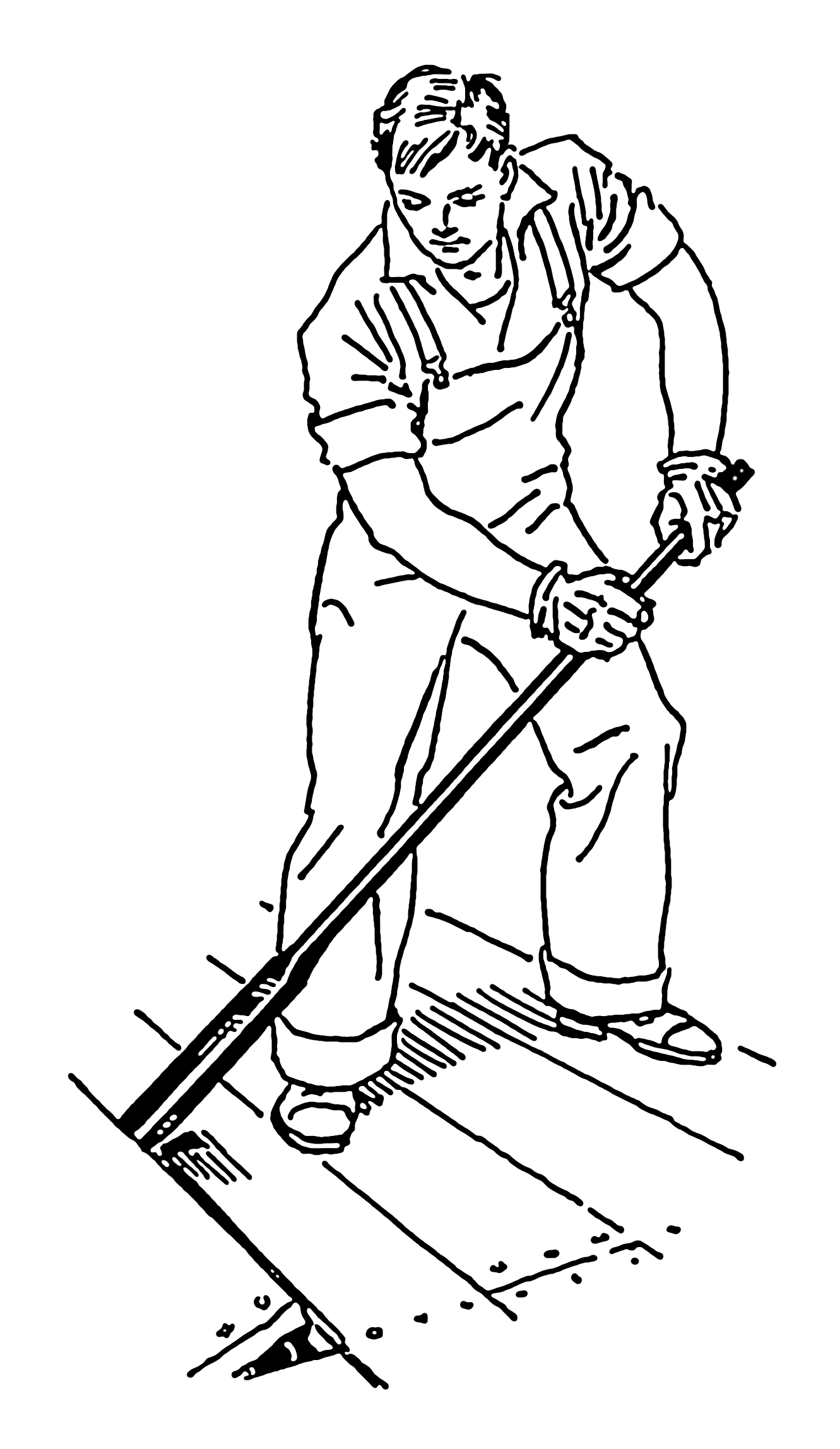
Déclouage des lames l'une après l'autre à l'aide d'un pied de biche ou levier adéquat.

La pose désigne l'action de mettre l'ouvrage en place, et notamment du parquet. La dépose désigne l'action d'enlever le parquet[réf. nécessaire].

## Environnement
Depuis quelques années, on voit apparaître dans les rayonnages de la grande distribution des parquets issus d'exploitation respectant l'un des labels de certification forestière, PEFC ou FSC. Ces parquets garantissent l'origine non illégale du bois grâce à sa tracabilité qui permet de remonter la chaîne de production.

## Norme
- EN 13226:2009: Norme européenne définissant les caractéristiques des éléments de parquet massif avec rainures et/ou languettes pour utilisation en intérieur comme plancher.